# Cerylon sagada
Cerylon sagada is een keversoort uit de familie dwerghoutkevers (Cerylonidae). De wetenschappelijke naam van de soort werd in 1981 gepubliceerd door Roger Dajoz.